# Salavat Rajmétov
Salavat Rajmétov –en ruso, Салават Рахметов– (Almá Atá, URSS, 17 de diciembre de 1967) es un deportista ruso que compitió en escalada, especialista en las pruebas de dificultad y bloques.
Ganó una medalla de oro en el Campeonato Mundial de Escalada de 2005 y dos medallas de bronce en el Campeonato Europeo de Escalada, en los años 1992 y 2002.

## Palmarés internacional
| Campeonato Mundial | Campeonato Mundial   | Campeonato Mundial | Campeonato Mundial |
| Año                | Lugar                | Medalla            | Prueba             |
| ------------------ | -------------------- | ------------------ | ------------------ |
| 2005               | Múnich (Alemania)    | Medalla de oro     | Bloques            |
| Campeonato Europeo |                      |                    |                    |
| Año                | Lugar                | Medalla            | Prueba             |
| 1992               | Fráncfort (Alemania) | Medalla de bronce  | Dificultad         |
| 2002               | Chamonix (Francia)   | Medalla de bronce  | Bloques            |